# Akarkuf
Akarkuf (també Aqar-Quf) és un grup de ruïnes a 30 km a l'oest de Bagdad.
H. Rawlinson les va identificar amb la ciutat de Dur Kurigalzu fundada pels cassites al segle xiv aC. Una torre anomenada al-manzara és considerada una tomba de la dinastia preilàmica de Kaynani. Les excavacions principals són de 1942 a 1945.